# Exploze v továrně na hnojiva ve Westu
Exploze v továrně na výrobu zemědělských hnojiv ve Westu, ležící v McLennan County amerického Texasu, nastala 17. dubna 2013 v 19.50 hod místního času, tj. 18. dubna ve 2.50 hod SELČ.

## Událost
Továrna zprvu jen hořela, nic závažného se nedělo. Následná exploze dusičnanu amonného byla slyšet až do vzdálenosti 80 kilometrů. Město bylo po výbuchu téměř srovnáno se zemí. Na místě se rozeběhly záchranné a vyšetřovací práce a dosud není znám přesný počet obětí, zraněných ani důvod výbuchu. Americká geologická agentura změřila výbuch jako zemětřesení o síle 2,1 stupně Richterovy škály.
Exploze srovnala se zemí mnoho domů, další poškodila a vyžádala si mrtvé i zraněné. Okolí továrny bylo extrémně zdevastované.
V květnu 2016 federální agentura ATF oznámila, že exploze byla způsobena žhářem.